# Черноучек
Черноучек (Černouček) — громада та село в районі Літомержиці в Устецькому краї Чеської Республіки. Налічує близько 300 жителів.

## Географія
Черноучек розташований приблизно за 12 кілометрів (7 миля) на захід від Мельника і 28 км (17 миля) на північ від Праги. Розташований у нижній частині гори Егер, на Полабській низовині.

## Історія
Перша письмова згадка про Черноучек датується 1100 роком, коли село було подаровано Вишеградському капітулу. З 16-го століття до заснування суверенного муніципалітету Черноучек був частиною маєтку Роудніце і мав спільних власників.

## Пам'ятки
Головною визначною пам'яткою Чернучека є церква Святого Варфоломія. Спочатку це була романська церква. У 1769—1774 рр. її замінила нова будівля в стилі бароко.

## Відомі люди
- Петро Павел (нар. 1961), генерал армії та президент Чеської Республіки; живе у селі